# Jien
Jien (慈円; Kyoto, 17 maggio 1155 – Ōmi, 28 ottobre 1225) è stato un poeta, monaco buddista e storico giapponese; fu esponente del waka del tardo periodo Heian e il primo periodo Kamakura.
È designato come membro dei Trentasei nuovi immortali della poesia (新三十六歌仙 Shin Sanjūrokkasen).

## Biografia
Jien era un figlio del Sesshō e Kampaku Fujiwara no Tadamichi, che mantenne queste alte cariche per quasi quarant'anni, e quindi apparteneva al ramo Kujō del clan Fujiwara.

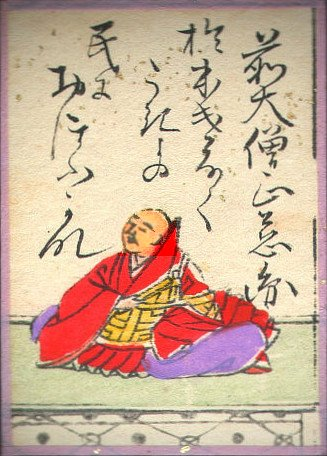
Jien dallo Hyakunin Isshu

Dopo la morte del padre, il bambino di dieci anni divenne novizio in un monastero della scuola buddista Tendaishū in Giappone, prendendo il nome buddista (hōmyō, un nome religioso) Dokaie e intorno al 1181 (cioè dopo 16 anni) lo cambiò in Jien. Alla fine salì al rango di Daisōjō (大僧正), sommo sacerdote Tendai. Inoltre, ha ricoperto numerosi incarichi amministrativi. Fu sacerdote di corte (gojisō) per l'imperatore Go-Toba negli anni 1192-1196 e abate principale di diversi monasteri, Shitennō-ji a Osaka, Byōdō-in a Uji e ovviamente Enryaku-ji sul monte Hiei.

## Opera poetica
Iniziò a studiare e scrivere la storia giapponese, con lo scopo di "illuminare le persone che hanno difficoltà a capire le vicissitudini della vita". Il suo capolavoro, completato intorno al 1220, fu umilmente intitolato Gukanshō, che si traduce come "Annotazioni di un pazzo". In esso ha cercato di analizzare i fatti della storia giapponese. Il Gukanshō aveva una visione mappō e quindi pessimista della sua epoca, il periodo feudale, e sosteneva che fosse un periodo di declino religioso e vide la disintegrazione della civiltà. Questo è il punto di vista generalmente condiviso oggi. Jien ha affermato che erano necessari cambiamenti nella struttura feudale ed ha difeso la pretesa di potere dello shōgun.
Fu anche un poeta prolifico e rispettato, fu nominato uno dei Trentasei nuovi immortali della poesia ed era il secondo poeta meglio rappresentato nello Shin Kokin Wakashū. Fu incluso da Fujiwara no Teika nell'Ogura Hyakunin Isshu. La sua collezione privata, Shūgyokushu (Collezione di gioielli raccolti) conta circa 6.000 poesie. Tuttavia, questa raccolta non includeva numerose poesie di antologie imperiali e concorsi di poesia. Il principale mecenate di tutte le attività poetiche in questo periodo fu l'imperatore Go-Toba, che valutava la sua poesia come segue: "nelle sue migliori poesie non è inferiore ad altri grandi poeti".
Fujiwara no Teika, alla fine della sua vita, preparò la Shinchokusenshū (Nuova Collezione Imperiale), che fu l'ultima antologia imperiale della cosiddetta Periodo classico medio (1100-1241). Questa raccolta comprende 28 poesie di Jien.
Nel 1251 il figlio di Teika, Tameie (1198-1275), preparò una nuova raccolta di poesie Shokugosenshū (continuazione dell'ultima raccolta), che fu la prima antologia del periodo tardo classico (1241-1350). Le poesie erano firmate con il titolo postumo Jien-Jichin e la firma completa era "Ex Grand Arcivescovo di Jichin"  .
254 poesie di Jien furono pubblicate in almeno quindici antologie di poesie imperiali.